# Nectonema agile
Nectonema agile är en djurart som tillhör fylumet tagelmaskar som beskrevs av Addison Emery Verrill 1879. Nectonema agile ingår i släktet Nectonema, och familjen Nectonemidae. Inga underarter finns listade i Catalogue of Life.